# Danmarks Skiforbund
Danmarks Skiforbund (DskiF) er det officielle specialforbund for skisporten i Danmark. Forbundet havde 31. december 2010 i alt 59 medlemsklubber med samlet 12.875 medlemmer.
Forbundet er medlem af det internationale forbund Fédération International de Ski og Danmarks Idræts-Forbund.

## Historie
I 1938 fandt konkurrenceløbere fra Dansk Skiløberforening af 1929 i Nørresundby, Københavns- og Aarhus Skiklubber sammen og dannede Dansk Skiforbund. Året efter blev forbundet anerkendt og optaget i Danmarks Idræts-Forbund og Det Internationale Skiforbund.
I 1942 blev orienteringsløberne optaget i skiforbundet, og det skiftede derefter navn til Dansk Ski- og Orienterings-Forbund. Ved forbundets årsmøde 3. december 1950 blev det besluttet af adskille de 2 sportsgrene, og man oprettede Dansk Orienterings-Forbund imens Dansk Skiforbund tog sit tidligere navn tilbage. De to forbund havde fælles økonomi og udgav fælles medlemsblad indtil 1. august 1951.
Skiforbundet skiftede i 2008 navn fra Dansk Skiforbund til det nuværende, Danmarks Skiforbund. I den forbindelse udskrev forbundet en logo-konkurrence.